# Cristina Câmara
Cristina Câmara é uma ex-modelo e actriz portuguesa, nascida em Dezembro de 1967 em Tete, cidade de Moçambique. É agenciada pela Central Models.

## Currículo
- Elenco principal, Olga Cabral e Melo no filme Quarta Divisão, 2013
- Antagonista, Xana Machado em Dei-te Quase Tudo, TVI 2005-2006
- Protagonista, Fátima Resende em Portugal S.A., 2004
- Protagonista, Nina em Inferno, 1999
- Protagonista, Lena em Tentação, 1997